# 阿睿提
阿睿提（羅馬化：Arete）是古希臘思想中的一個概念，從最基本的意義上講，它指的是任何類型的「卓越」。這個詞也可能意味著「道德美德」。這種卓越的概念最早出現在希臘語中，最終與實現目的或功能的概念聯繫在一起：充分發揮個人潛力的行為。卓越者是最有效的，他們使用所有的能力——力量、勇敢和智慧——來取得真正的成果。

## 古詩中的阿睿提
在荷馬史詩中，阿睿提是貴族渴望或擁有的特徵，這個詞適用於有能力的戰士，他們必須擁有最好的武器，他們的財富保證了這些武器的品質，有效地團結群體的力量、勇氣、良好的出身，以及武術技能，道德或精神價值很少被提及，阿睿提主要是指戰士或摔跤手的力量和技巧，尤其是英勇的美德。《奧德賽》則強調了平時生活、心態和文化，優秀者舉止優雅，行為得當。在海希奧德的作品中阿睿提側重於正當工作獲取成果，以懶惰和不誠實的致富方式為恥，人應該以善的意志統治世界才是真正的成功。

## 人格化
希臘神話中將阿睿提化身為女神或是人格化的精神，她是美德、卓越、善良和勇敢的女神，被描述為一位高貴的白衣女子，與母親普拉西迪克（Praxidike）、姊妹侯摩妮亞（Homonoia）並稱嚴格正義三女神。拉丁名為維爾圖斯（Virtus）。
阿睿提的羅馬化寫法與希臘神話中榭利亞島的王后阿雷特（Ἀρήτη）相同，但發音不同。